# 宇治小学校児童傷害事件
宇治小学校児童傷害事件（うじしょうがっこう じどうしょうがいじけん）とは、2003年（平成15年）12月18日に京都府宇治市の宇治市立宇治小学校で起こった小学校無差別襲撃事件である。児童2名が負傷した。

## 事件の概要
2003年（平成15年）12月18日（木曜日）午後0時半ごろ、京都府宇治市の市立宇治小学校に刃物を持った男が乱入し、1年生の男子児童2人を切りつけた。児童は負傷し、男は教諭らに取り押さえられ、駆け付けた警察官によって傷害の現行犯で逮捕された。
事件は北校舎2階西端にある1年1組（児童数35人）の教室で起きた。給食が終わりかけの午後0時35分ごろ、菜切り包丁（刃渡り16センチ）を持った男が教室前方より侵入し、大声で叫びながら包丁を振りかざした。
男は教壇の前にいた男子児童2人の頭頂部を切りつけ、軽傷（10日間のけが）を負わせた。1年1組の教室にいた担任教諭と指導補助教員が児童を避難させ、補助教員が職員室に通報した。
その間に男は隣にある1年2組の教室に移動したが、担任教諭が包丁を持った手首をつかみ、駆け付けた教頭と教務主任らに取り押さえられた。
犯人は近所に住む45歳無職の男で、京都府警宇治警察署の調べによると、精神科に22回入院し、17日に「被害妄想」と診断されていた。
当時、宇治小学校では工事のため、市教委のマニュアルに反して校内に3か所ある門がいずれも開いていた。
また、2か所の門に設置されていた不審者の侵入を知らせるセンサーもスイッチが切られていたという。大阪教育大学附属池田小学校で発生した無差別殺傷事件（附属池田小事件）から2年しか経過しておらず、同じく児童殺傷事件（京都小学生殺害事件）が発生した京都市立日野小学校から近かったため、学校の安全対策の面で議論を呼んだ。
河村建夫文部科学大臣は19日、学校に配布した危機管理マニュアルの見直しと、省内に安全確保対策チームをして研究を進める方針を示した。
2004年（平成16年）1月9日、京都地検は男を殺人未遂、銃刀法違反などの罪で起訴した。起訴にあたって、男は精神科病院で長年治療を受けていたが、事件当時の記憶や動機について供述していることや簡易鑑定の結果を踏まえて刑事責任が問えると判断した。

## 裁判
2004年（平成16年）3月8日、京都地裁（氷室眞裁判長）で初公判が開かれ、男は「殺すつもりはなかった」と殺意を否認した。弁護側は「心神喪失または心神耗弱の状態にあった」として刑事責任能力について争う姿勢を見せた。なお、弁護側は男の記憶を早い段階で保全する必要があるとして初公判前に精神鑑定の実施を京都地裁に請求したが、却下されている。
2004年（平成16年）5月6日、弁護側は「犯行時の責任能力の有無を明確にしたい」として京都地裁に精神鑑定を請求した。
2004年（平成16年）6月21日、男が通院していた精神科病院の主治医が出廷し、男の病状が悪化していたため、事件前日に入院を検討していたことを証言した。
2004年（平成16年）10月6日、京都地裁は弁護側が請求した精神鑑定を実施することを決定した。
2005年（平成17年）2月1日、男について「犯行当時、善悪を見極める判断能力はあったが、犯行を止める力がなかった」とした精神鑑定の結果が証拠採用された。同日の証人尋問で男を鑑定した精神科医は「少なくとも、幻覚や妄想による犯行ではなかった」と証言している。
2005年（平成17年）5月23日、被害児童の母親が意見陳述で「何も悪いことをしていない子どもが心と体を傷つけられたのは許せない。犯人を厳重処罰してほしい」と訴えた上で「どうして子どもがこんな思いをしないといけないのか。犯人には死刑になってもらいたいぐらい」と男に対する処罰感情を述べた。
2005年（平成17年）7月11日、論告求刑公判が開かれ、検察側は「全く抵抗できない小学生を一方的に狙った卑劣な犯行。一歩間違えれば生命を奪う危険性があった」として男に懲役10年を求刑した。弁護側は「犯行当時、善悪を判断できない状態か、非常に減退した状態だった」として無罪または減軽を求めて一連の裁判が結審した。
2005年（平成17年）8月8日、京都地裁（氷室眞裁判長）で判決公判が開かれ「何の落ち度もない児童が受けた心と体の傷は重大で、教育の場で行われた犯行の責任は重い」としながら犯行当時、心神耗弱状態と認定し男に懲役3年の判決を言い渡した。この判決に対し、8月19日に検察側と弁護側双方が控訴した。
2006年（平成18年）4月7日、大阪高裁（陶山博生裁判長）は「社会に与えた影響は甚大で、刑事責任は重いが、犯行当時、統合失調症の症状が悪化し、心神耗弱状態にあった」として一審・京都地裁の懲役3年の判決を支持、検察側と弁護側双方の控訴を棄却した。
2007年（平成19年）2月5日、最高裁第二小法廷（中川了滋裁判長）は検察側の上告を棄却する決定をしたため、男の懲役3年の判決が確定した。